# Verdrag van Meaux

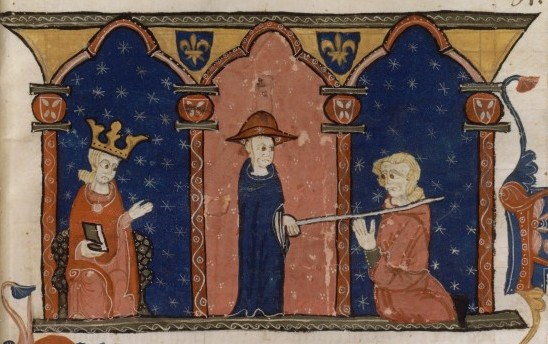
Raymond VII (rechts) onderwerpt zich aan de gezant Romano Bonaventura, terwijl koning Lodewijk IX (links) toekijkt. In Consuetudinario Tolosano (15e eeuw), Bibliothèque nationale de France, MS Latin 9187 f. 41

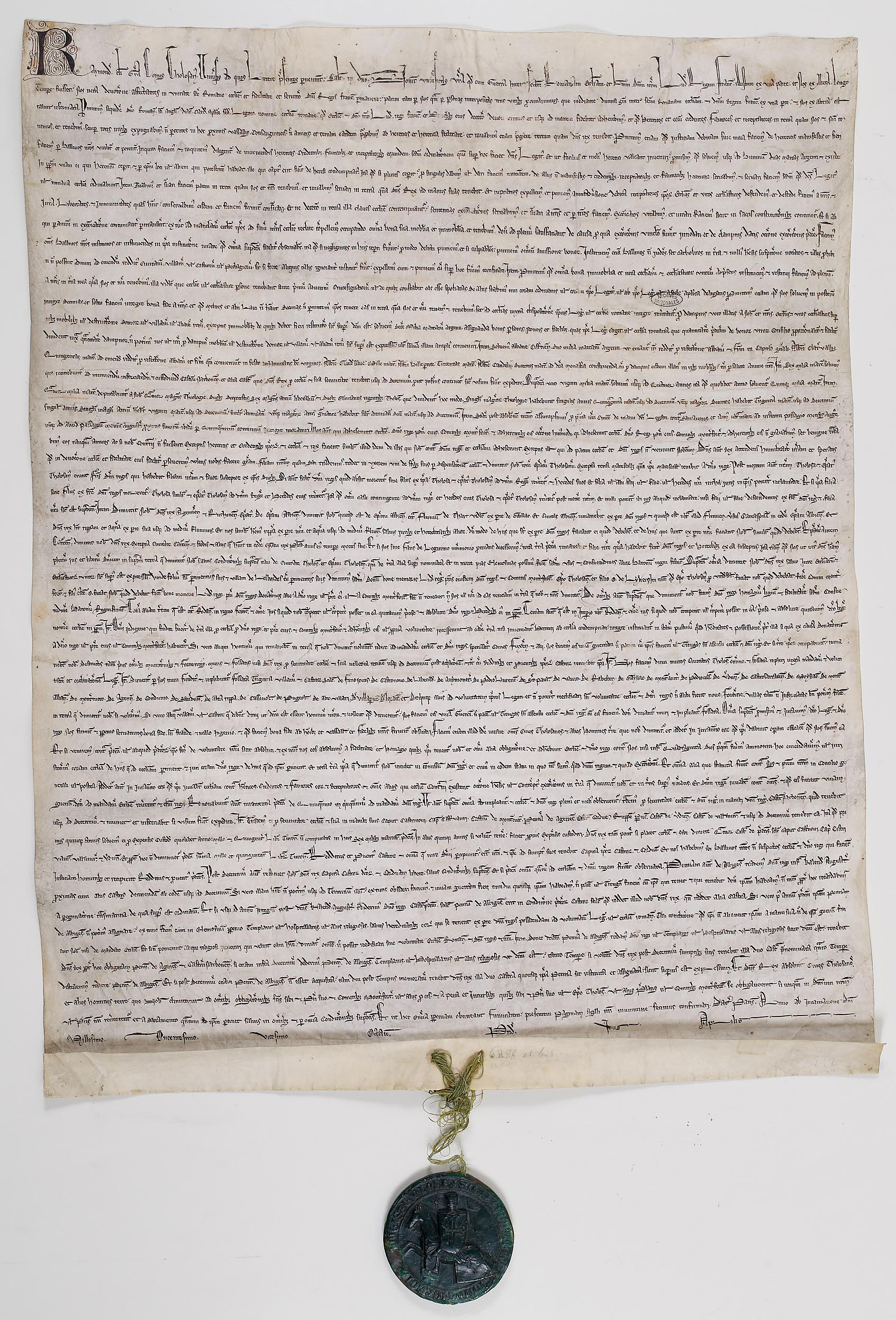
Ratificatie van het verdrag door Raymond VII (Parijs, Archives Nationales, AE-II-230).

Het Verdrag van Meaux (ook Verdrag van Parijs genoemd) was een verdrag tussen de Franse kroon en de graaf van Toulouse. Het verdrag wordt beschouwd als het officiële einde van de Kruistocht tegen de Katharen.
Het verdrag werd op 12 april 1229 te Meaux ondertekend door Blanca van Castilië, regentes en moeder van Lodewijk de Heilige, enerzijds en graaf Raymond VII van Toulouse anderzijds. In ruil voor de terugtrekking van de plunderende Franse troepen deed deze laatste afstand van zijn territoriale rechten.

## Achtergrond
Raymond VII zag zich gedwongen afstand te doen van zijn titel als gevolg van de terreur die de vader van Lodewijk, Lodewijk VIII bijgenaamd "de Leeuw", had aangericht in het graafschap Toulouse en de andere bezittingen van Raymond VII in de Languedoc. Murw geslagen door de niet-aflatende brandschattingen en volledig berooid had hij geen andere keuze, want hij was niet langer in staat een leger te onderhouden en zijn gebieden waren bezet door het leger van de koning. Als bemiddelaar trad Theobald I van Navarra op. Hij was zowel verwant aan de Franse koning als aan de graaf van Toulouse. 

## Bepalingen
Het graafschap Toulouse en het burggraafschap Carcassonne, Béziers en Albi bleven in het bezit van graaf Raymond VII van Toulouse tot zijn dood. In het verdrag werd ook opgenomen dat Johanna, de dochter en enig kind van Raymond, aan een broer van Lodewijk zou worden uitgehuwelijkt. Hiermee zou een eind komen aan de dynastie van het grafelijk huis van Toulouse. 
Het deel van het markgraafschap Provence ten oosten van de Rhône ging onmiddellijk naar de Franse kroon. Hier zou koning Lodewijk IX de haven van Aigues-Mortes bouwen, van waaruit hij op kruistocht vertrok. Het deel van het markgraafschap ten westen van de Rhône, namelijk de streek rond Avignon, werd beloofd aan de Heilige Stoel. Het markgraafschap Provence was een leen van het Heilige Roomse Rijk en dus niet van het koninkrijk Frankrijk. De situatie rond het markgraafschap Provence werd bemoeilijkt in 1235 toen keizer Frederik II officieel Raymond VII beleende met het markgraafschap.
De Universiteit van Toulouse werd als onderdeel van het verdrag opgericht. Dit voorstel kwam van graaf Raymond VII van Toulouse, omdat hij, omwille van de beschuldigingen van ketterij aan zijn adres, een opleiding in theologie moest financieren. 

## Verdrag van Lorris
Het Verdrag van Meaux werd op 30 oktober 1242 bekrachtigd in het Verdrag van Lorris. Graaf Raymond VII van Toulouse gaf zijn dochter Johanna ten huwelijk aan Alfons van Poitiers, de broer van koning Lodewijk IX. Omdat het echtpaar kinderloos stierf, kwamen het graafschap Toulouse en de burggraafschappen Carcassonne, Béziers en Albi bij de dood van Alfons in 1271 toe aan de Franse Kroon. Het waren lenen van de Franse Kroon die terugkeerden naar de Kroon.

## Editie van de verdragtekst
- Histoire générale de Languedoc, V, Toulouse, 1842, nr. CXLVI, pp. 651-656.

## Verder lezen
- P. Bonnassie - G. Pradalié, La capitulation de Raymond VII et la fondation de l'Université de Toulouse. 1229-1979: un anniversaire en question, Toulouse, 1979.
- J. Paul, Le traité de Meaux-Paris (avril 1229), in C. Carozzi - H. Taviani-Carozzi (edd.), Faire l'événement au Moyen Âge (actes des séminaires Sociétés, Aix-en-Provence, 2007 (= 2017), pp. 139-156.